# Rakfisk

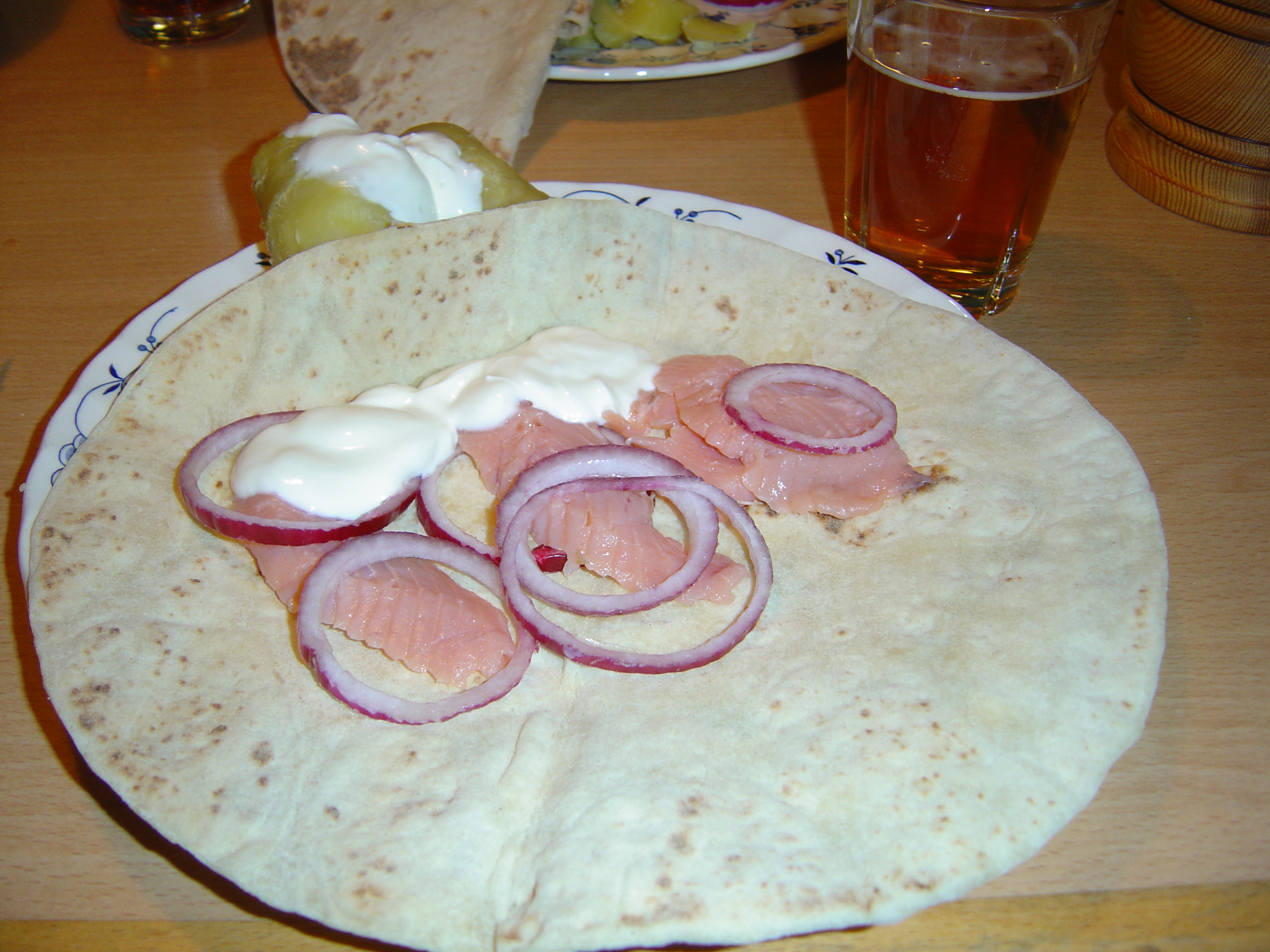
Rakfisk auf Lefse mit Sauerrahm und Zwiebelringen

Rakfisk (auch Rakefisk oder Rakafisk, deutsch etwa „Weichfisch“ von Altnordisch rakr für deutsch etwa „aufgeweicht“ sowie „Fisch“ für norwegisch fisk; schwedisch surfisk) ist in Salzlake eingelegter Speisefisch. Als Ursprungsort dieser uralten Spezialität der norwegischen Küche gilt die Stadt Fagernes im Valdres in der zentralnorwegischen Provinz Oppland. Dort wird jährlich im November das Norsk Rakfiskfestival zelebriert.

## Herstellung
Forellen, seltener Saiblinge, werden ausgenommen, gespült und in Salzlake eingelegt. Bei geringer Temperatur von etwa 5 °C fermentieren sie über Monate in Fässern. Gelegentlich wird etwas Zucker zugesetzt, um den Fermentationsprozess zu beschleunigen. In der traditionellen Herstellungsweise wird der Fisch wie Gravlax im Boden vergraben, fermentiert dort aber deutlich länger und entwickelt dadurch seinen charakteristischen starken Geruch.

## Verzehr

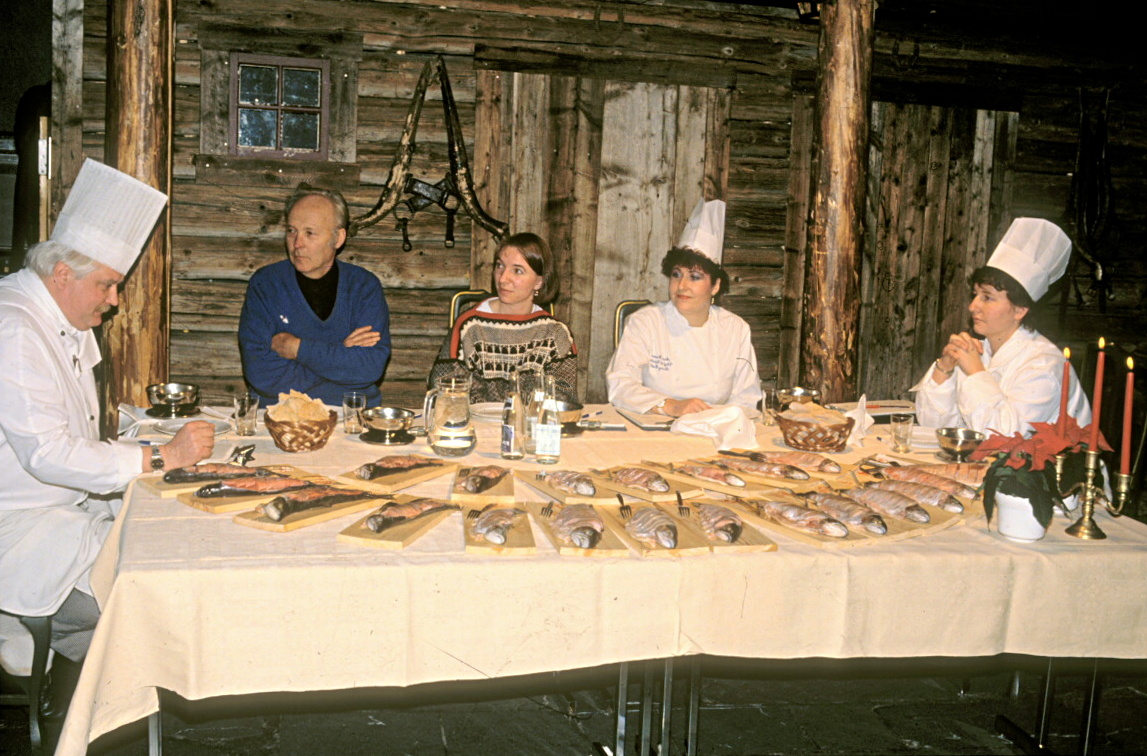
Rakfiskfestival 1990 in Fagernes

Rakfisk wird ohne weitere Behandlung zumeist auf Fladenbrot wie Lefse serviert. Dazu werden, ähnlich wie beim Surströmming, dem sauren Hering aus der schwedischen Küche, gerne Mandelkartoffeln gereicht. Nicht selten genießt man diese Delikatesse mit Schwarzbier und Aquavit. Allein in Norwegen werden jährlich etwa 500 Tonnen Rakfisk verspeist.